# Киз ла Мот
Киз ла Мот (фр. Cuise-la-Motte) насеље је и општина у североисточној Француској у региону Пикардија, у департману Оаза која припада префектури Компјењ.
По подацима из 2011. године у општини је живело 2160 становника, а густина насељености је износила 214,93 становника/km². Општина се простире на површини од 10,05 km². Налази се на средњој надморској висини од 100 метара (максималној 144 m, а минималној 36 m).

## Демографија
| 1962. | 1968. | 1975. | 1982. | 1990. | 1999. | 2011. |
| ----- | ----- | ----- | ----- | ----- | ----- | ----- |
| 1.356 | 1.501 | 1.905 | 2.091 | 2.381 | 2.241 | 2.160 |

График промене броја становника у току последњих година